# Страхотін
Страхотін (рум. Strahotin) — село у повіті Ботошані в Румунії. Входить до складу комуни Динджень.
Село розташоване на відстані 385 км на північ від Бухареста, 23 км на північний схід від Ботошань, 91 км на північний захід від Ясс.

## Населення
За даними перепису населення 2002 року у селі проживала 481 особа, з них 480 осіб (99,8%) румунів. Усі жителі села рідною мовою назвали румунську.